# خايمي الثالث ملك مايوركا
خايمي الثالث ملك مايوركا (بالإنجليزية: James III of Majorca)‏ (و. 1315 – 1349 م) هو ملك ولد في قطانية .
توفي في يوتشمايور، عن عمر يناهز 34 عاماً.

## مناصب
تولى منصب ملك مايوركا .